# Lista över fornlämningar i Mörbylånga kommun (Gårdby)
Lista över fornlämningar i Mörbylånga kommun (Gårdby) är en förteckning av ett urval av de fornlämningar som finns i Gårdby i Mörbylånga kommun.
| Namn                               | Lämningstyp                      | Tillkomsttid | Historisk indelning | Plats | Läge                 | ID-nr          | Bild                                      |
| ---------------------------------- | -------------------------------- | ------------ | ------------------- | ----- | -------------------- | -------------- | ----------------------------------------- |
| Gårdby 2:1                         | Stensättning                     |              | Gårdby, Öland       |       | 56.630648, 16.610111 | 10081100020001 | Ladda upp en bild av detta fornminne      |
| Gårdby 4:1                         | Gravfält                         |              | Gårdby, Öland       |       | 56.626336, 16.620699 | 10081100040001 | Ladda upp en bild av detta fornminne      |
| Gårdby 5:1                         | Stensättning                     |              | Gårdby, Öland       |       | 56.625807, 16.630452 | 10081100050001 | Ladda upp en bild av detta fornminne      |
| Gårdby 5:2                         | Stensättning                     |              | Gårdby, Öland       |       | 56.625913, 16.630650 | 10081100050002 | Ladda upp en bild av detta fornminne      |
| Gårdby 6:1                         | Stensättning                     |              | Gårdby, Öland       |       | 56.624761, 16.635286 | 10081100060001 | Ladda upp en bild av detta fornminne      |
| Gårdby 6:2                         | Stensättning                     |              | Gårdby, Öland       |       | 56.624825, 16.635125 | 10081100060002 | Ladda upp en bild av detta fornminne      |
| Gårdby 6:3                         | Stensättning                     |              | Gårdby, Öland       |       | 56.624707, 16.635448 | 10081100060003 | Ladda upp en bild av detta fornminne      |
| Galgbacken (Gårdby 7:1)            | Gravfält                         |              | Gårdby, Öland       |       | 56.624405, 16.637010 | 10081100070001 | Ladda upp en bild av detta fornminne      |
| Gårdby 9:1                         | Gravfält                         |              | Gårdby, Öland       |       | 56.621033, 16.642936 | 10081100090001 | Ladda upp en bild av detta fornminne      |
| Gårdby 9:2                         | Stensättning                     |              | Gårdby, Öland       |       | 56.621031, 16.644364 | 10081100090002 | Ladda upp en bild av detta fornminne      |
| Gårdby 10:1                        | Stensättning                     |              | Gårdby, Öland       |       | 56.622626, 16.642003 | 10081100100001 | Ladda upp en bild av detta fornminne      |
| Gårdby 10:2                        | Stensättning                     |              | Gårdby, Öland       |       | 56.622525, 16.642376 | 10081100100002 | Ladda upp en bild av detta fornminne      |
| Domderör (Gårdby 12:1)             | Röse                             |              | Gårdby, Öland       |       | 56.608397, 16.599587 | 10081100120001 | Ladda upp en bild av detta fornminne      |
| Gårdby 14:1                        | Stensättning                     |              | Gårdby, Öland       |       | 56.603191, 16.593620 | 10081100140001 | Ladda upp en bild av detta fornminne      |
| Högkullbacken (Gårdby 16:1)        | Fornborg                         |              | Gårdby, Öland       |       | 56.620189, 16.634934 | 10081100160001 | Ladda upp en bild av detta fornminne      |
| Högkullbacken (Gårdby 16:2)        | Fornborg                         |              | Gårdby, Öland       |       | 56.620196, 16.636335 | 10081100160002 | Ladda upp en bild av detta fornminne      |
| Öl 28, Gårdbystenen (Gårdby 17:1)  | Runristning                      |              | Gårdby, Öland       |       | 56.600546, 16.637216 | 10081100170001 | Ladda upp en till bild av detta fornminne |
| Gårdby 20:1                        | Gravfält                         |              | Gårdby, Öland       |       | 56.598535, 16.636697 | 10081100200001 | Ladda upp en bild av detta fornminne      |
| Gårdby 20:2                        | Gravfält                         |              | Gårdby, Öland       |       | 56.597394, 16.635919 | 10081100200002 | Ladda upp en bild av detta fornminne      |
| Gårdby 20:3                        | Grav markerad av sten/block      |              | Gårdby, Öland       |       | 56.598624, 16.635146 | 10081100200003 | Ladda upp en bild av detta fornminne      |
| Gårdby 30:1                        | Gravfält                         |              | Gårdby, Öland       |       | 56.596221, 16.634856 | 10081100300001 | Ladda upp en bild av detta fornminne      |
| Gårdby 30:2                        | Stenkrets                        |              | Gårdby, Öland       |       | 56.595642, 16.634403 | 10081100300002 | Ladda upp en bild av detta fornminne      |
| Grårör (Gårdby borg) (Gårdby 35:1) | Röse                             |              | Gårdby, Öland       |       | 56.602979, 16.657162 | 10081100350001 | Ladda upp en bild av detta fornminne      |
| Gårdby 36:1                        | Husgrund, förhistorisk/medeltida |              | Gårdby, Öland       |       | 56.602474, 16.664643 | 10081100360001 | Ladda upp en bild av detta fornminne      |
| Gårdby 36:2                        | Stensättning                     |              | Gårdby, Öland       |       | 56.602628, 16.664647 | 10081100360002 | Ladda upp en bild av detta fornminne      |
| Gårdby 36:3                        | Husgrund, förhistorisk/medeltida |              | Gårdby, Öland       |       | 56.602287, 16.664957 | 10081100360003 | Ladda upp en bild av detta fornminne      |
| Gårdby 36:4                        | Husgrund, förhistorisk/medeltida |              | Gårdby, Öland       |       | 56.602227, 16.664211 | 10081100360004 | Ladda upp en bild av detta fornminne      |
| Gårdby 36:5                        | Husgrund, förhistorisk/medeltida |              | Gårdby, Öland       |       | 56.602089, 16.664249 | 10081100360005 | Ladda upp en bild av detta fornminne      |
| Gårdby 36:6                        | Husgrund, förhistorisk/medeltida |              | Gårdby, Öland       |       | 56.601760, 16.665116 | 10081100360006 | Ladda upp en bild av detta fornminne      |
| Gårdby 36:7                        | Husgrund, förhistorisk/medeltida |              | Gårdby, Öland       |       | 56.601611, 16.665290 | 10081100360007 | Ladda upp en bild av detta fornminne      |
| Kycklinghögen (Gårdby 38:1)        | Hög                              |              | Gårdby, Öland       |       | 56.605147, 16.647019 | 10081100380001 | Ladda upp en bild av detta fornminne      |
| Gårdby 39:1                        | Husgrund, förhistorisk/medeltida |              | Gårdby, Öland       |       | 56.595487, 16.665504 | 10081100390001 | Ladda upp en bild av detta fornminne      |
| Gårdby 39:2                        | Husgrund, förhistorisk/medeltida |              | Gårdby, Öland       |       | 56.595572, 16.665917 | 10081100390002 | Ladda upp en bild av detta fornminne      |
| Gårdby 39:3                        | Husgrund, förhistorisk/medeltida |              | Gårdby, Öland       |       | 56.595548, 16.666024 | 10081100390003 | Ladda upp en bild av detta fornminne      |
| Gårdby 39:4                        | Husgrund, förhistorisk/medeltida |              | Gårdby, Öland       |       | 56.595447, 16.666010 | 10081100390004 | Ladda upp en bild av detta fornminne      |
| Gårdby 39:5                        | Husgrund, förhistorisk/medeltida |              | Gårdby, Öland       |       | 56.595805, 16.665772 | 10081100390005 | Ladda upp en bild av detta fornminne      |
| Gårdby 39:6                        | Husgrund, förhistorisk/medeltida |              | Gårdby, Öland       |       | 56.595928, 16.665775 | 10081100390006 | Ladda upp en bild av detta fornminne      |
| Gårdby 40:1                        | Gravfält                         |              | Gårdby, Öland       |       | 56.609005, 16.580707 | 10081100400001 | Ladda upp en bild av detta fornminne      |
| Gårdby 42:1                        | Hög                              |              | Gårdby, Öland       |       | 56.607360, 16.648909 | 10081100420001 | Ladda upp en bild av detta fornminne      |
| Gårdby 43:1                        | Hög                              |              | Gårdby, Öland       |       | 56.606586, 16.650261 | 10081100430001 | Ladda upp en bild av detta fornminne      |
| Gårdby 48:1                        | Stensättning                     |              | Gårdby, Öland       |       | 56.606070, 16.593892 | 10081100480001 | Ladda upp en bild av detta fornminne      |
| Gårdby 50:1                        | Stenkrets                        |              | Gårdby, Öland       |       | 56.617119, 16.639507 | 10081100500001 | Ladda upp en bild av detta fornminne      |
| Gårdby 50:2                        | Stensättning                     |              | Gårdby, Öland       |       | 56.617063, 16.639783 | 10081100500002 | Ladda upp en bild av detta fornminne      |
| Gårdby 54:1                        | Stensättning                     |              | Gårdby, Öland       |       | 56.599567, 16.628737 | 10081100540001 | Ladda upp en bild av detta fornminne      |
| Gårdby 56:1                        | Husgrund, förhistorisk/medeltida |              | Gårdby, Öland       |       | 56.620197, 16.631328 | 10081100560001 | Ladda upp en bild av detta fornminne      |
| Björnflisan (Gårdby 74:1)          | Runristning                      |              | Gårdby, Öland       |       | 56.594117, 16.570881 | 10081100740001 | Ladda upp en till bild av detta fornminne |
| Gårdby 75:1                        | Stensättning                     |              | Gårdby, Öland       |       | 56.589904, 16.578234 | 10081100750001 | Ladda upp en bild av detta fornminne      |
| Gårdby 75:2                        | Stensättning                     |              | Gårdby, Öland       |       | 56.589969, 16.577937 | 10081100750002 | Ladda upp en bild av detta fornminne      |
| Gårdby 75:3                        | Stensättning                     |              | Gårdby, Öland       |       | 56.590068, 16.577398 | 10081100750003 | Ladda upp en bild av detta fornminne      |
| Gårdby 77:1                        | Stensättning                     |              | Gårdby, Öland       |       | 56.588911, 16.586658 | 10081100770001 | Ladda upp en bild av detta fornminne      |
| Gårdby 77:2                        | Stensättning                     |              | Gårdby, Öland       |       | 56.589068, 16.586867 | 10081100770002 | Ladda upp en bild av detta fornminne      |
| Torrör (Gårdby 79:1)               | Röse                             |              | Gårdby, Öland       |       | 56.585321, 16.579735 | 10081100790001 | Ladda upp en bild av detta fornminne      |